# Manfred Wolf (Skispringer)
Manfred Wolf (* 11. Januar 1948 in Steinbach-Hallenberg) ist ein ehemaliger deutscher Skispringer. Von 1969 bis 1973 hielt er mit 165 m den Weltrekord im Skifliegen.

## Werdegang
Der Sohn mittelständischer Unternehmer mit Westverwandtschaft erlernte den Beruf eines Werkzeugmachers und wurde in der DDR zunächst nicht sportlich gefördert. Er begann beim SC Steinbach-Hallenberg mit dem Skispringen und wurde später zum SC Motor Zella-Mehlis delegiert, wo er wie zuvor auch Helmut Recknagel von Hans Renner trainiert wurde.
Während seines Grundwehrdienstes kam Wolf zum ASK Vorwärts Brotterode und wurde dort von Werner Lesser gefördert. Der für den ASK Vorwärts Oberhof startende Springer galt als Nachfolger von Helmut Recknagel. Dieser war auch seit eh und je das Vorbild des 1,76 Meter großen und 74 kg schweren Wolf. Nach seinen Erfolgen in Zakopane und Spindleruv Mlyn gelangte Wolf in den Förderkader des Skiverbandes, wobei sein Trainer Lesser für ihn bürgte.
Am 23. März 1969 stellte Wolf in Planica mit 165 m einen neuen Skiflugweltrekord auf. Nach seinem schweren Sturz auf der Oberhofer Thüringen-Schanze im Sommer 1970 wechselte der ursprüngliche Telemarkspringer seinen Stil und wurde zum Kachler. Nach den Erfolgen der neuen Skispringergeneration um Hans-Georg Aschenbach wurde Wolf 1974 beim ASK Vorwärts Oberhof ausgemustert. Danach absolvierte Wolf ein Studium zum Maschinenbau-Ingenieur.
Wolf ist heute als Unternehmer in Steinbach-Hallenberg tätig und lebt in Viernau. Er ist verheiratet und hat eine Tochter und einen Sohn.

## Internationale Erfolge
- 1969: Sieg auf der Großschanze und Normalschanze beim Czech-Marusarzówna-Memorial in Zakopane
- 1971: Silbermedaille in Falun
- 1971: Vorolympische Spiele Sapporo, 3. Platz
- 1972: Olympische Spiele Sapporo, 5. Platz auf der Großschanze
- 1972: Skiflug-Weltmeisterschaft in Planica, 6. Platz
- 1972: Goldmedaille in Lahti
- 1973: Vierschanzentournee, 5. Platz

### Weltrekord
| #  | Schanze                         | Ort     | Land        | Weite   | aufgestellt am | Rekord bis   |
| -- | ------------------------------- | ------- | ----------- | ------- | -------------- | ------------ |
| 68 | Velikanka bratov Gorišek (K153) | Planica | Jugoslawien | 165,0 m | 23. März 1969  | 9. März 1973 |